# Королёв, Павел Михайлович (сотрудник НКВД)
Павел Михайлович Королёв (1897, село Добрянка Пермской губернии —  08.12.1942)  — сотрудник органов НКВД,  организатор массовых репрессий в годы большого террора на территории города Краснокамска Пермской  области. Участник Великой Отечественной войны, погиб на фронте. Член ВКП(б) c 1928.

## Биография
Павел Михайлович Королев, образование незаконченное среднее, начальник Молотовского городского отдела УНКВД Свердловской области (в настоящее время Мотовилихинский район города Перми). Начальник следственной бригады, проводившей массовые аресты в Краснокамске.
Приговорен Военным трибуналом войск НКВД в августе 1939 года (по уточнённым данным  21.08.1939)  по ст. 193/17 УК к 10 годам лишения свободы за злоупотребление властью при наличии особо отягчающих обстоятельств (Из Справки учетно-архивного отдела КГБ, 21.08.1958 г. // ПермГАНИ. Ф. 641/1. Оп. 1. Д. 14520. Т. 3. Л. 312).
Из мест заключения в Мордовии был мобилизован в действующую армию. Призван в РККА через Зубово-Полянский РВК Мордовской АССР  [ЦА ФСБ. АУД Н-14015]. Старшина 343 стрелкового полка 38 стрелковой дивизии, сержант. Погиб в 1942 году, 8 декабря, на Сталинградском фронте.